# Chaenomeles
Chaenomeles é um género botânico pertencente à família Rosaceae. 